# Кокошинє
Кокошинє (мак. Кокошиње) — село у Північній Македонії, входить до складу общини Куманово Північно-Східного регіону.
Населення — 45 осіб (перепис 2002).